# Byron (Michigan)
Byron è un villaggio degli Stati Uniti d'America, situato nello Stato del Michigan, nella contea di Shiawassee.